# Зеподя (Муреш)
Зеподя (рум. Zăpodea) — село у повіті Муреш в Румунії. Входить до складу комуни Синджер.
Село розташоване на відстані 280 км на північний захід від Бухареста, 33 км на захід від Тиргу-Муреша, 47 км на південний схід від Клуж-Напоки.

## Населення
За даними перепису населення 2002 року у селі проживали 166 осіб.
Національний склад населення села:
| Національність | Кількість осіб | Відсоток |
| -------------- | -------------- | -------- |
| румуни         | 108            | 65,1%    |
| цигани         | 44             | 26,5%    |
| угорці         | 14             | 8,4%     |

Рідною мовою назвали:
| Мова      | Кількість осіб | Відсоток |
| --------- | -------------- | -------- |
| румунська | 152            | 91,6%    |
| угорська  | 14             | 8,4%     |